# سیه‌پرها (فیلم)
«سیه پر» (انگلیسی: Blackbirds) یک فیلم صامت آمریکایی به کارگردانی جی. پی. مک‌گوان است که در سال ۱۹۱۵ منتشر شد.